# Josh Minott
Joshua Robert Tyler Minott (ur. 25 listopada 2002 w Boca Raton) – amerykański koszykarz, występujący na pozycji niskiego skrzydłowego, posiadający także jamajskie obywatelstwo, obecnie zawodnik Minnesoty Timberwolves.

## Osiągnięcia
Stan na 24 września 2023, na podstawie, o ile nie zaznaczono inaczej.

### NCAA
- Uczestnik rozgrywek turnieju NCAA (2022)
- Zaliczony do I składu:
  - najlepszych pierwszorocznych zawodników konferencji American Athletic (AAC – 2022)
  - turnieju AAC (2022)
- Najlepszy pierwszoroczny zawodnik AAC (3.01.2022, 31.02.2022)

### Reprezentacja
- Uczestnik Centrobasketu U–17 (2019 – 7. miejsce)[4]